# Долобське озеро
Долобське озеро — згадується в літописах, як місце з'їзду князів 1103 року щодо оборони південно-руського приграниччя від половців скликаного з ініціативи князя Володимира Мономаха.
«В лето 6611. Вложи Богъ ву серьдце Русьскимь княземъ мысль благу, Святополку [и] Володимиру, и снястася думати на Долобьске; и седее Святополкь се своею дружиною, а Володимеръ съ своею дружиною, а въ единомь шатръ».
Через вісім років у 1111 р. з ініціативи Мономаха князі знову зустрічаються біля Долобського: «И приде Володимеръ, и сретостася на Долобьске, и седоша ве единомъ шатре».
У 1151 році Юрій Долгорукий, намагаючись захопити Київ, спустив свої човни у Долобське озеро, з якого переніс волоком до річки Золочі, якою вийшов у Дніпро.
«И оттоле Гюрги сгадавъ с Володимеромъ съ Давидовичемъ… и с Половци, и хотяшимъ внизъ пойти къ Витечевьскому броду, не смеющиимъ же имъ пустити лодии мимо Киевъ, но пустишая е во озеро Дулебское и оттоле волочиша берегомъ в Золотчу. По Золотчи же внидоша во Днепръ лодъе ихъ».
Загалом топонім Долобське озеро виявився дуже живучим. Урочище продовжує загадуватися у літописах 1508, 1510, і навіть наприкінці XVII ст. у царській грамоті Микільському монастирю, а також у XVIII та ХІХ ст. Це може свідчити про значущість і загальну відомість цього урочища у давнину.

## Походження назви
Чи не першу спробу пояснити походження топоніму здійснив М. (Е.) В. Шарлемань. Зокрема в 1959 р., він писав:
"Виникає порівняння назв: «Поділ» з «Долобським». Це слова одного значення від пня «дол», а поява в деяких літописах варіанта «Дулебское» наводить його на думку, що ця назва походить від етноніма «дулеби» (як називали слов'янське плем'я на Волині).
На думку ж О. Смаль, з дулібами ця назва не має нічого спільного. Натомість зближення мікротопоніма Долобське (Долобськ, Долобський) та апелятиву долина (дол) може бути слушною, але з більш розширеним значенням, ніж те, що пропонує М. (Е.) В. Шарлемань. Дослідниця вважає, що первинно ця назва могла означати «долина, що заповнюється водою». Це підтверджують історичні та фізико-географічні дані:
«Серед цього (Труханового) острова знаходиться давнє озеро, яке весною заповнюється водою, що називається Долобським».
У той самий час найправдоподібнішою версією вона вважає походження цієї назви від слова довбати, але не у значенні довбати човна-довбанку, а у плані того, що річкові рукави пробивають (видовбують) собі нові русла. З часом назва Долобецьке озеро трансформувалася у Довбичку (Смаль, 2000).

## Локалізація топоніму
Не зважаючи на наявність певної історичної традиції використання цього топоніму, впродовж усього часу дослідження краєзнавці не можуть дійти згоди, де ж конкретно на заплаві розташовувалося Долобське озеро. Частина дослідників, першим з яких був напевне М. В. Шарлемань, пов'язувала локалізацію цього озера з Трухановим островом. В. Шарлемань, пов'язуючи Долобське озеро з Трухановим (до його думки приєднується і сучасний дослідник дніпровських островів І. Парнікоза), зазначав:
"…давнє Долобське «озеро», правильніше Долобський старик та урочище, що його оточувало, були на Трухановому острові й збереглися до нашого часу під назвою Старика або Десьонки (мається на увазі саме фрагмент заострівного рукава-другого струменя у грилі Десни, Матвіївська затока, стара назва якої також Старик) та урочища під зміненою назвою Довбичка, або Долбичка. Жителі місцевих сіл добре знають ці останні назви, інших назв місцевість не мала. Очевидно на цій підставі приплав у південній частині Труханового острова поруч з гирлом сучасної Десьонки носить назву «Довбичка». Цікаво зауважити.., що в кінці ХІХ ст. та на початку ХХ ст. на південному кінці Труханового острова була також затока, яку людність називала «Довбик» (Шарлемань, 1959).
Повідомлення М. (Е.) В. Шарлеманя відповідає свідченню М. Берлінського, який зазначав що:
«на одному з островів було видно залишок Долобського озера, яке колись з'єднувалося з Чорториєю» (Берлінський, 1991).
Підтвердження локалізації Долобецького озера на Трухановому знаходимо у грамоті Сигізмунда І від 1510 р., що передає оз. Долобське у володіння Микільському монастирю:
«И мы им на то дали сесь наш лист: нехай они тое озеро наше Долобеск с устьем в острове Тихонове держат».
«Озеро Долобоцкое» на Трухановому острові згадується у документах XVIII ст., існують і свідчення ХІХ ст. (Коротка історична довідка з архіву В. І. Дзівалтовського).
Отже, локалізація Долобського озера пов'язана з сучасним Долобецьким островом, який у XII-ХІХ ст. становив собою найбільш східну частину Труханового острова, і відділявся від решти острова затокою, що, напевне, і звалася Дулебським (Долобським) озером. У наш час це Долобецька протока (Довбичка).
Зазначимо, що деякі автори припускали й іншу локалізацію Долобського озера. Так, путівник К. Широцького на початку ХХ ст. стверджує, що ці зустрічі чи, принаймні, зустріч 1103 р., відбувалися на північному кінці Труханового, де було локалізоване с. Увятичи (Шероцкий, 1917). Подекуди стверджується, що ця зустріч відбулася на городищі поблизу озера Гнилуша. Приблизно те саме стверджував і М. С. Грушевський, розміщуючи місце зустрічей князів десь навпроти Вальковського острова на лівому березі р. Десни, адже Гнилуша є старицею лівого рукава деснянського гирла — Чорторию-Десенки (Коротка історична довідка з архіву В. І. Дзівалтовського). Зауважимо також, що частина дослідників, як то Л. Махновець, відносила місце зустрічі до якогось з лівобережних заплавних озер чи взагалі на південь від Києва (Толочко, 1970). Думки ці є нічим іншим, як здогадками авторів, і якимись джерелами чи артефактами не підкріплені.